# Château de Montsalvy
Le château de Montsalvy est un ancien château-fort situé à Puygouzon, dans le Tarn (France). Construit au XIIe siècle, il a toujours appartenu à la collégiale Saint-Salvi d'Albi, avant d'être grandement ruiné à la suite des guerres de Religion.

## Historique

### Origine
Le site de Montsalvy est occupé depuis la Préhistoire, ainsi qu'en témoignent des objets découverts en contrebas de la colline vers 1880.
Durant l'époque gallo-romaine, une voie passait sur le lieu et on y trouvait des villas.

### Le château de Montsalvy
Le château de Monstalvy en lui-même est sûrement élevé au XIIe siècle. Il appartient alors aux seigneurs du village, qui sont les chanoines de la collégiale Saint-Salvi d'Albi, officiellement attestés sur place en 1219 dans une bulle du pape mentionnant « Sancti Michaelis de Barzac et grangiam de Montis Salvii cum pertinentiis suis ». En 1254, le seigneur de Lombers, Lambert de Monteil-Adhémar, attaque le château en représailles pour une mésentente sur les limites de certaines terres.
Le prieur Alric est assassiné entre ses murs en 1294, par les frères Bernard, Jean et Raymond de Ronel,, et en 1333, le lieu est cambriolé, avant que le voleur ne soit pendu. Les lieux sont gouvernés par un prieur, comme Alric ou Ermengaudus Amblardi nommé en 1303.
Finalement, lors de la guerre de Cent Ans, en 1355, on juge la forteresse trop faible pour résister aux Anglais si ceux-ci s'y présentent et on en décide la destruction, refusée par les habitants. Il s'agit en fait d'une manœuvre des consuls d'Albi pour s'assurer que les lieux ne soient pas occupés par des routiers. Ainsi, il semble que les habitants gagnent finalement gain de cause.

### Les guerres de Religion et la destruction du château
La bâtisse est remaniée au siècle suivant, le XVIe siècle, et durant les guerres de Religion, de violents affrontements entre catholiques et protestants s'y déroulent.

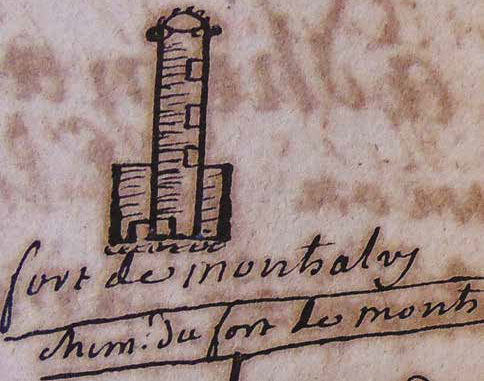
Les vestiges du château au XVIIIe siècle

Ainsi, vers 1584, le château est pris par le sieur de Bages, un protestant d'Albi, avec l'aide d'un certain Maliès, sûrement garde des lieux, qui lui ouvre les portes. Tous les soldats catholiques sont massacrés, avant que le capitaine catholique Teyssier ne reprenne les lieux. Après cette escarmouche, les ligueurs d'Albi décident avec l'accord des chanoines de démanteler à nouveau la place-forte, ne laissant que la chapelle seigneuriale et un donjon, certainement tel qu'il est représenté au XVIIIe siècle dans les recensements des biens de la collégiale.
Ce n'est pas pour autant que le village est pacifié, car en 1595 il se rallie au nouveau roi de France, Henri IV, ancien chef protestant, et ce n'est qu'avec l'Edit de Nantes que les habitants déposent définitivement leurs armes.

### Jusqu'à aujourd'hui
Après une courte fermeture de 1792 à 1809, la chapelle de Montsalvy devient une église annexe au XIXe siècle, après une pétition des habitants exigeant une messe dans leur village. Elle est finalement délaissée en avril 1879, lors du départ du père Grimaud, curé de Labastide-Dénat.

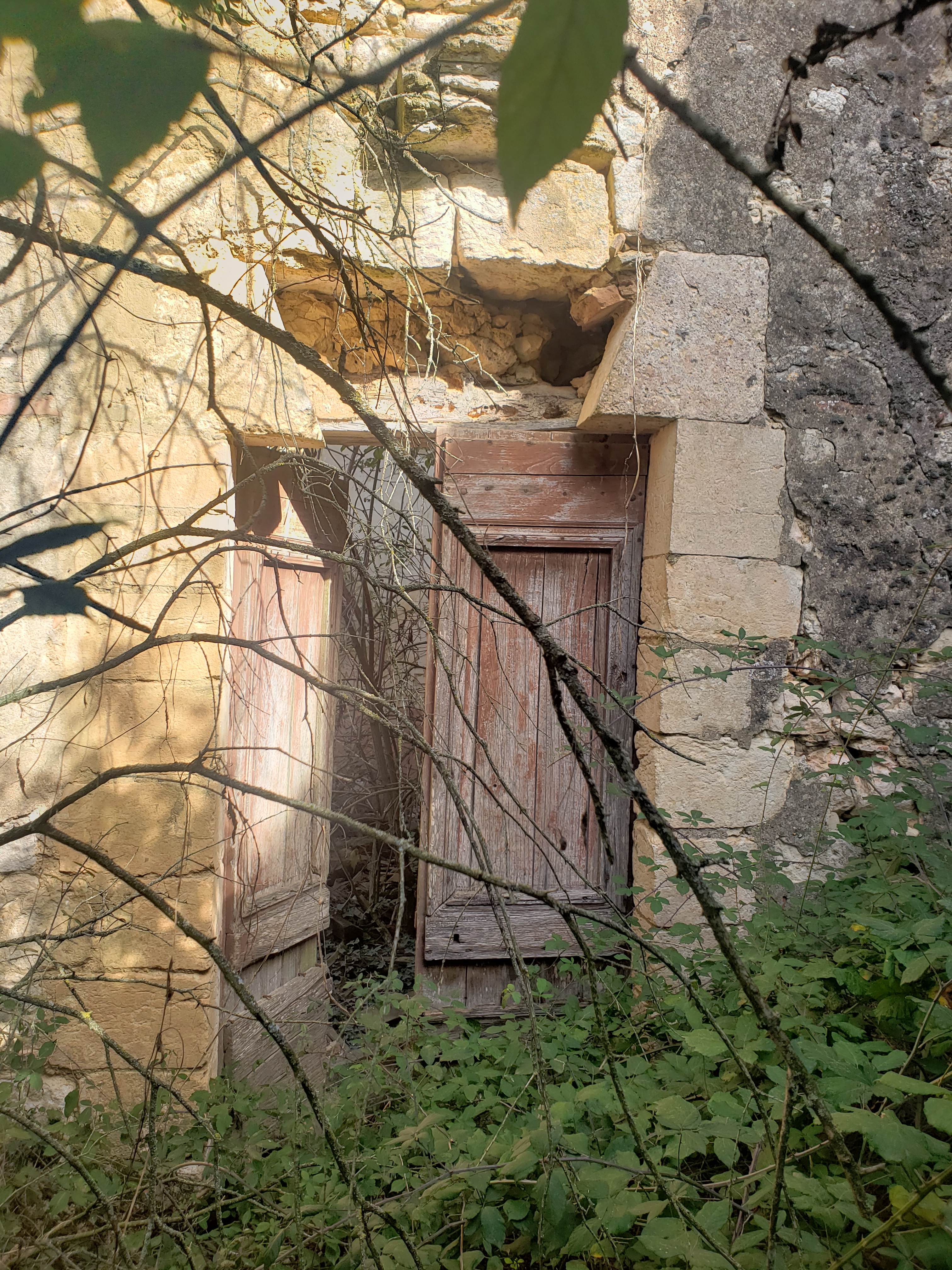
Porte de la chapelle

## Architecture
Le château de Monsalvy, tirant son nom des propriétaires du château issus de la collégiale Saint-Salvi, est construit sur une petite butte, elle même au sommet de la colline de Montsalvy. Il n'en demeure aujourd'hui que les épais murs arasés de ce qui devait être autrefois le donjon de l'édifice, de 8m de côté. Il est ouvert d'une baie romane au sud. On trouvait de même un logis ainsi que des communs, aujourd'hui disparu. La chapelle seigneuriale est elle aussi en bien mauvais état, son mur arrière à disparu, tout comme la toiture. L'ensemble était entouré d'un fossé, aujourd'hui partiellement comblé et envahi par du buis.
En contrebas du château, les chanoines de Saint-Salvi détenaient aussi une garenne, pour la chasse.

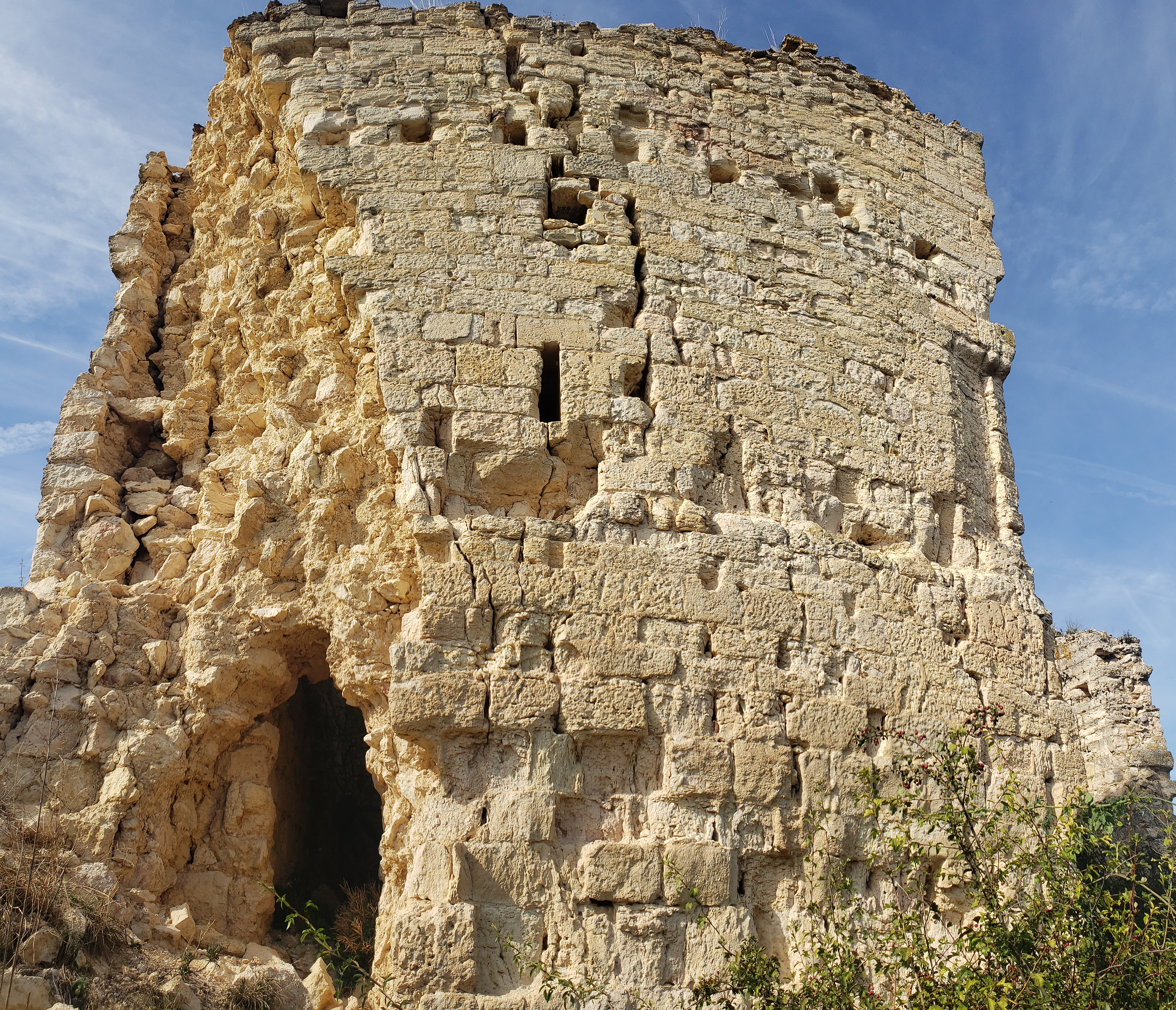
Les vestiges du donjon, où on aperçoit une meurtrière à l'étage
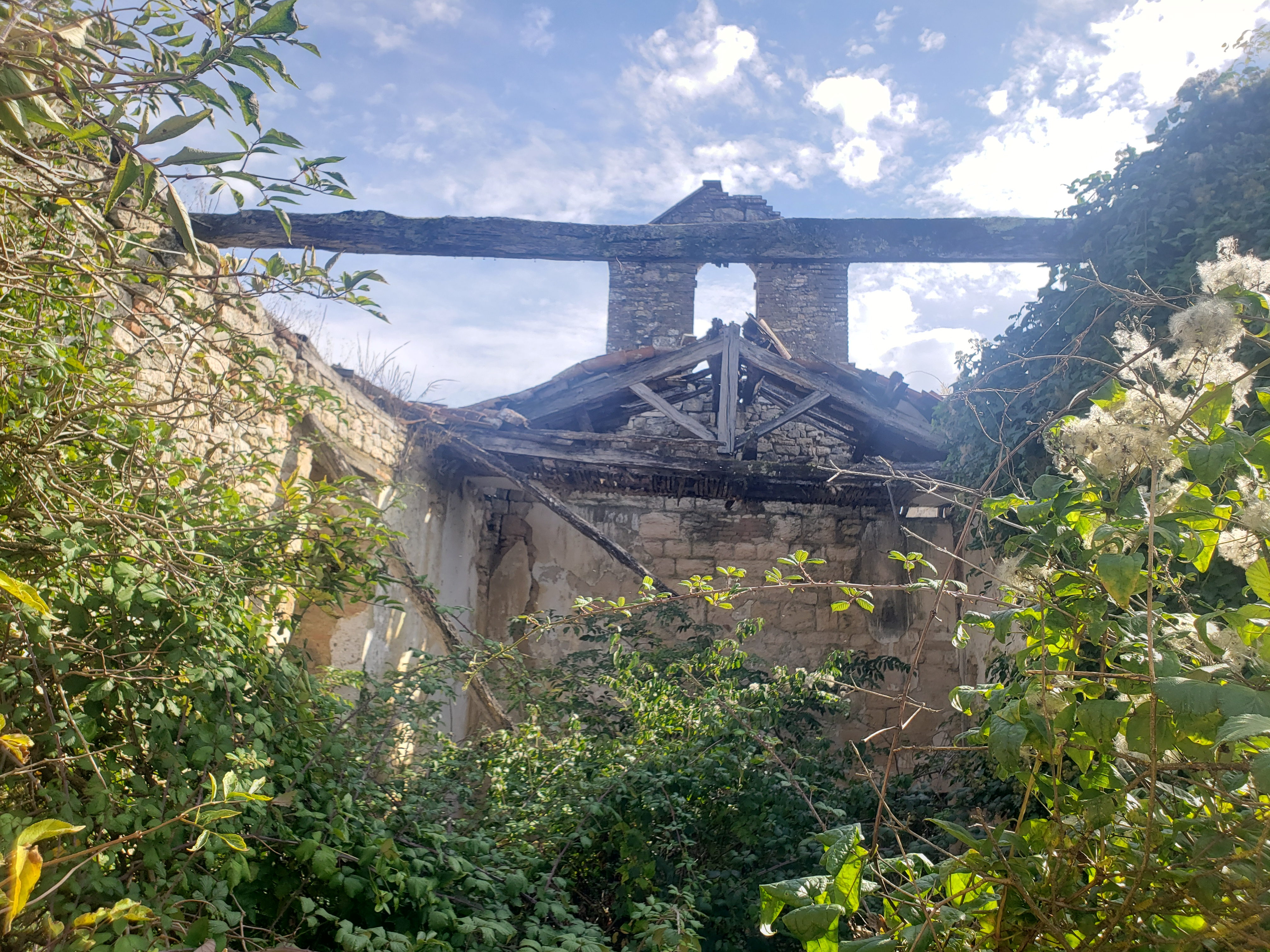
La chapelle
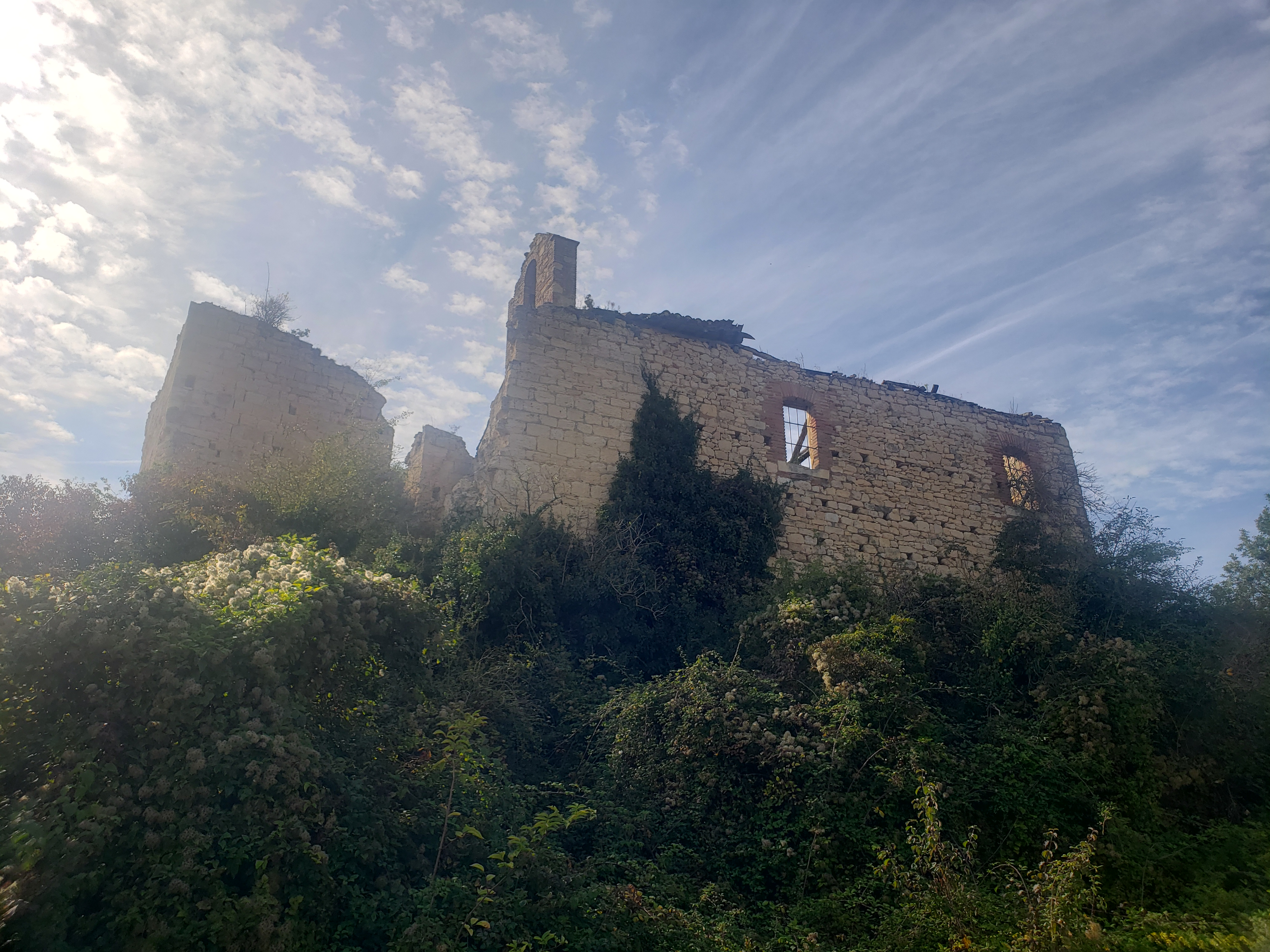
Vue du château